# Granicear, Burgas
Granicear (în bulgară Граничар) este un sat în comuna Sredeț, regiunea Burgas,  Bulgaria. 

## Demografie
Componența etnică a satului Granicear
     Bulgari (100%)
     Nicio identificare (0%)
     Altele (0%)
La recensământul din 2011, populația satului Granicear era de 8 locuitori. Din punct de vedere etnic, toți locuitorii erau bulgari.